# Bientina
Bientina es una localidad italiana de la provincia de Pisa, región de Toscana, con 7.365 habitantes.
Está ubicada a aproximadamente 50 kilómetros al oeste de Florencia y a unos 15 kilómetros al este de Pisa. Al norte de la ciudad, solía encontrarse el lago más grande de la Toscana, el Lago di Bientina, hasta que fue drenado en 1859 para aprovechar las tierras de cultivo. 

Ubicación de la ciudad de Bientina dentro de la provincia de Pisa.

## Evolución demográfica
| Gráfica de evolución demográfica de Bientina entre 1861 y 2001 |
|                                                                |
| Fuente ISTAT - Elaboración gráfica por parte de Wikipedia      |

## Hermanamiento
- Bir Lehlu, Sáhara Occidental